# Centre administratif municipal de Turku
Le centre administratif municipal (finnois : Turun kaupunginkanslian talo) est un bâtiment de bureaux du quartier VII à Turku en Finlande.

## Présentation
Le bâtiment municipal est un édifice Art nouveau situé sur les rives du fleuve Aurajoki dans l'îlot urbain Fortuna délimité par les rues Läntinen Rantakatu, Aurakatu, Linnankatu et Kristiinankatu.
Le rez-de-chaussée du bâtiment de quatre étages abritait à l'origine les bureaux de la compagnie des pompiers, et les étages supérieurs contenaient de grands appartements locatifs.
L'édifice est construit pour la compagnie d'assurances Städernas i Finland brandstodsbolag för lösegendom (en français : société de protection les biens mobiliers contre les incendies des villes de Finlande) au début du 20e siècle,.
Selon le site Turun kivikierros, l'inauguration du bâtiment a eu lieu en août 1908
Après son achèvement, la presse a vu le bâtiment comme apportant à Turku l'éclat d'une vraie grande ville. 
Cependant, la vie des habitants de la maison a été entravée par le bruit du port en contrebas et l'odeur de l'Aurajoki pollué, qui aurait assombri les plats en argent.
En 1967, la compagnie d'assurances a fusionné avec Sampo et la ville de Turku est devenue le principal locataire de l'immeuble de Kristiinankatu. 
Le bureau financier de la ville et les bureaux municipaux, ainsi que le bureau régional d'aménagement de Finlande propre, ont emménagé dans les locaux libérés par la compagnie d'assurances.
Lors de la réparation effectuée pour l'Agence régionale de planification, un couloir central reliant les bureaux a été ouvert au quatrième étage, et des salles de stockage et une salle des machines d'ascenseur ont été placées dans le grenier.
La ville de Turku a acheté le bâtiment à Sampo en 1987 et l'a vendu en 2010 à Kiinteistö Oy Turku Jugendlinna, fondée par neuf personnes. 
Le nouveau propriétaire reconvertira la maison à son usage d'origine, c'est-à-dire que le rez-de-chaussée sera un local commercial et les étages supérieurs seront utilisés pour l'habitation,.